# 파이어 트럭
《파이어 트럭》(Fire Truck)은 아타리에서 만든 레이싱 게임이다. 1978년에 만들어졌으며, 소방차를 운전해 장애물을 피하는 것이다. 미국에 오락실에서 이용되었으며 특히 1인용 기계는 스모키 조라는 이름으로 사용되었다.